# Ribeira de Folques
A Ribeira de Folques de Arganil ou do Salgueiro nasce na Serra da Aveleira próximo de Folques.
Tem um curso de cerca de 25 km, e desagua na margem esquerda do rio Alva, na localidade de Alagoa. No seu curso passa pela sede de concelho Arganil a 3 km da sua foz. Esta ribeira sofre constantemente de descargas poluentes.